# Ilja Nikolajevič Uljanov
Ilja Nikolajevič Uljanov (rusky: Илья Николаевич Ульянов; 19. červencejul./ 31. července 1831greg.–12. lednajul./ 24. ledna 1886greg.) byl ruský veřejný činitel v oblasti veřejného školství. Byl otcem revolucionáře Vladimíra Lenina, který se stal bolševickým vůdcem a zakladatelem Sovětského svazu, a Alexandra Uljanova, který byl v roce 1886 popraven za pokus o atentát na cara Alexandra III.